# Russlandkrise
Als Russlandkrise (auch Rubelkrise) bezeichnet man die durch verschiedene Faktoren ausgelöste Wirtschaftskrise in Russland in den Jahren 1998 und 1999. In Russland wird diese Krise häufig mit dem Begriff Default (russ. дефолт) bezeichnet.
Erste Anzeichen für eine Wirtschaftskrise begannen im Herbst 1997, kurz nach Beginn der Asienkrise. Diese Krise machte Anleger und Investoren in vielen Ländern (auch in Russland) nervös; sie verkauften z. B. Aktien, Anleihen und Rubel und transferierten die Erlöse in besonders sicher erscheinende Länder („Kapitalflucht“). Dadurch geriet der russische Rubel – dessen Kurs die russische Regierung damals nicht frei floaten ließ – unter Druck. Außerdem hatte die russische Regierung einen hohen Bedarf für kurzfristige Kredite, um Haushaltsdefizite zu finanzieren.
Präsident Boris Jelzin entließ am 23. März 1998 die Regierung des Ministerpräsidenten Wiktor Tschernomyrdin unter dem Vorwurf, er habe die wirtschaftspolitischen Probleme des Landes nicht energisch genug angegangen.

## Binnenverschuldung
Beim Amtsantritt des neuen Ministerpräsidenten Sergei Kirijenko (13. März kommissarisch, 24. April vom Parlament bestätigt) war das Haushaltsdefizit Russlands hoch. Der Staat konnte wegen mangelnder Steuereinnahmen, Unrentabilität staatlicher Betriebe, Korruption, Schattenwirtschaft sowie (ausländische Investoren abschreckender) komplizierter Zoll- und Steuergesetze die Haushaltsziele nicht erreichen. Er konnte kaum die Zinsen der Kredite (30 % des Etats) und die staatlichen Lohnschulden (Streik der Bergarbeiter; Rentner, Soldaten, Ärzte, Lehrer) begleichen.
Die Hauptprobleme der russischen Wirtschaft waren eine Binnenverschuldung und Zahlungsunfähigkeit. Fabriken konnten ihre Arbeitnehmer nicht bezahlen, da sie für ihre Waren kein Geld bekamen. Die Fabriken konnten nicht für den verbrauchten Strom zahlen, weshalb die Energiekonzerne wiederum keine Steuern an den Staat abführten.
Der größte Anteil der Schuldner waren Staatsbetriebe und Kommunen. Gewinner dieser Krise waren die sogenannten Neuen Russen bzw. Oligarchen, die mit dem Betrieb von Energie- und Rohstoffunternehmen riesige Vermögen angehäuft hatten. Bei der Präsidentschaftswahl in Russland 1996 unterstützten die Oligarchen den extrem teuren Wahlkampf Jelzins gegen den Kommunisten Gennadi Sjuganow und wurden von Jelzin dafür nach der Wahl vor Steuerbehörden „geschützt“. Nur etwa fünf Millionen der 148 Millionen Einwohner Russlands zahlten regelmäßig Steuern.

## Sparkurs
Kreditzusagen und ein Finanzplan des Internationalen Währungsfonds beinhalteten einen strengen Sparkurs. Am 27. Mai kam es an russischen Finanzmärkten zu starken Kursschwankungen. Zusätzlich stiegen die Zinsen für kurzfristige Staatsanleihen stark an. Wegen der bisherigen instabilen Situation blieb eine wirtschaftliche Erholung trotz einer wirtschaftlichen Beruhigung aus. Im Mai 1998 konnte die Regierung ihre Schuldverschreibungen nur unter massiven Zinserhöhungen (Zinssatz 80 %) am Markt absetzen. Um den Rubel nicht abzuwerten und den IWF von der Sanierung des Staatshaushaltes zu überzeugen, verdreifachte die Zentralbank am 27. Mai 1998 die Leitzinsen auf 150 %, während Präsident Jelzin per Dekret am 26. Mai ein Sparpaket verordnete, das eine Einsparung von ca. 40 Milliarden Rubel vorsah. Der IWF gab darauf seine Kredittranche von 670 Millionen Dollar bekannt. Der Staat gab die Ölunternehmen Rosneft, Slawneft-Megionneftegaz, Sibur und Lukoil und die Telefon-Holding Swjasinvest zur Privatisierung frei. Nach dem Verfall der Ölpreise auf dem Weltmarkt fanden sich jedoch kaum Interessenten und der Verkauf scheiterte. Am 4. Juni senkte die Zentralbank die Leitzinsen auf 60 %.

## Reformversuche
Der IWF kritisierte am 18. Juni die Geschwindigkeit der Reformen und verschob die Auszahlung. Obwohl der IWF am 25. Juni die ausstehenden Kreditrahmen genehmigte, fielen die russischen Aktienkurse weiter. Am 1. Juli legte Kirijenko dem Parlament ein Sparpaket vor, das Einsparungen von umgerechnet 6 Milliarden Dollar im Jahr vorsah und von dessen Billigung weitere Kredite des IWF zur Stabilisierung des Rubel abhingen. Die Regierung beschloss wegen des mangelnden Reformwillens der Duma wesentliche Punkte einer Steuerreform per Verordnung. Wegen der schleppenden Umsetzung der Reformen kürzte der IWF die erste Zahlung des Kredits. Der Versuch Kirijenkos, den kommunistischen Oppositionspolitiker Juri Masljukow als Industrie- und Handelsminister in die Regierung einzubauen, wurde vom Parlament nicht honoriert. Nach einer teilweisen Annahme des Sparpakets durch die Duma Mitte Juli gewährten die Weltbank und der IWF Russland für die nächsten beiden Jahre 22,6 Milliarden Dollar Kredit. Am 20. Juli genehmigte der IWF einen Überbrückungskredit von 11,2 Milliarden Dollar, am 6. August die Weltbank einen Kredit von 1,5 Milliarden Dollar.

## Spekulationen
Am Interbankenmarkt wurde am 12. August die Liquidität knapp. Geschäftsbanken durften daraufhin auf Anweisung der Notenbank keine unbegrenzten Mengen an fremden Währungen mehr kaufen.
Am 13. August empfahl der ungarisch-amerikanische Milliardär George Soros der russischen Regierung eine Rubelabwertung von 15–20 %. 
Spekulationen um eine Abwertung des Rubel führten bald zu drastischen Kursverlusten im RTS-Index an der Moskauer Börse. Nach Panikverkäufen und Kursverlusten bis zu 25 % wurde der Handel an der Börse zeitweise ausgesetzt. Die Aktien fielen auf den niedrigsten Stand seit zwei Jahren. Durch Kapitalabflüsse und die hohe Staatsverschuldung geriet der russische Rubel massiv unter Druck. Jelzin schloss jedoch am 14. August eine Abwertung des Rubels aus, wodurch die Aktienkurse die Verluste mehr als wettmachten. Faktisch bedeutete dies den Staatsbankrott mit der Folge, dass auch Privatguthaben auf Bankkonten ihren Wert verloren.
Soros wurde von einigen Moskauer Zeitungen vorgeworfen, seine Empfehlung einer Rubelabwertung zu Devisenspekulationen genutzt zu haben, was dieser bestritt. Tatsächlich deutete sich der Rubelverfall bereits eine gewisse Zeit zuvor an; er ging nicht zuletzt zurück auf die mangelnde Fähigkeit der bisherigen russischen Regierungen, den Staatshaushalt von den Schulden unrentabler Staatsbetriebe zu entlasten. 
Soros gilt nur als Auslöser der Krise; er sprach die Überteuerung des Rubel öffentlich aus. Die Asienkrise sowie der Preisverfall bei Erdöl (Hauptexportgut Russlands) förderten die Rubelkrise bzw. beschleunigten ihren Verlauf.

## Abwertung des Rubel
Die russische Regierung konnte den unrealistisch gewordenen Kurs des Rubel nicht länger verteidigen. Sie hatte vergeblich versucht, mit den 4,8 Milliarden Dollar Hilfsgeldern des IWF den Rubelkurs zu stützen. Am 17. August erweiterte sie den Dollar-Korridor des Rubel, was einer De-facto-Abwertung der Währung gleichkam. Der US-Dollar durfte danach zwischen 6,0 und 9,5 Rubel gehandelt werden. Zuvor durfte ein Mittelwert von 6,2 Rubel nur um maximal 15 % nach oben oder unten überschritten werden. Das Versprechen der Regierung, den Rubel nicht abzuwerten, wurde so durch die Hintertür gebrochen. Die Rückzahlung privater Auslandsschulden wurde für 90 Tage ausgesetzt und die Bedienung kurzfristiger Staatsanleihen eingestellt. Die Freigabe des Wechselkurses führte zu einer starken Abwertung des Rubels mit einem Wertverlust von 60 %. Dies wiederum verteuerte den Schuldendienst der Geschäftsbanken (bei Krediten in Fremdwährung) erheblich und führte zu einem Sturm der Privatanleger auf die Banken. Ein Großteil der Geschäftsbanken musste unter diesen Bedingungen Insolvenz anmelden.

## Neue Regierung
Am 23. August entließ Jelzin Kirijenko nach fünf Monaten überraschend aus dem Amt. Kirijenko habe nicht die Wirtschaftsprobleme gelöst und den Rubel abgewertet. Jelzin sagte, er habe die Entlassung im Interesse der Stabilität und Kontinuität ausgesprochen. Kirijenko hatte zuvor im Parlament erklärt, Russland stehe am Anfang einer Finanzkrise, worauf weltweit die Kurse an den Finanzmärkten einbrachen. Mit der Entlassung Kirijenkos rettete Jelzin vorerst seine eigene Karriere (zur Präsidentschaftswahl am 26. März 2000 trat er nicht mehr an), galt aber als angeschlagen.
Am 11. September wurde der von Jelzin interimistisch eingesetzte Ministerpräsident Wiktor Tschernomyrdin durch Jewgeni Primakow (bis dahin russischer Außenminister) abgelöst. Primakow leitete ein rigides Sparprogramm ein. Das Vertrauen der Finanzmärkte stieg langsam wieder; die Inflation war 1999 deutlich geringer als 1998.
Die Inflation während der Rubelkrise bedeutete für jeden Rubelbesitzer starke Kaufkraftverluste. 
Im Jahr 2000 erholte sich der Binnenmarkt (getragen von den Rohstoffexporten) wieder. Bereits im Jahr 2006 verfügte die russische Regierung über erhebliche Devisenreserven.
Die Russlandkrise hatte erhebliche Auswirkungen auf die Nachfolgestaaten der Sowjetunion, denen die traditionellen Absatzmärkte wegbrachen. Im Baltikum führte die Russlandkrise nach Jahren günstiger Wirtschaftsentwicklung zu einer Rezession im Jahr 1999.